# Olănești
Olănești – miejscowość i gmina w Mołdawii, w rejonie Ștefan Vodă. W 2014 roku liczyła 4456 mieszkańców.